# Denny Hamlin
James Dennis Alan Hamlin, detto Denny (Tampa, 18 novembre 1980), è un pilota automobilistico statunitense, che gareggia nei campionati Monster Energy NASCAR Cup Series e NASCAR Xfinity Series.
Attualmente compete a tempo pieno nella NASCAR Cup Series guidando la Toyota Camry n. 11 e part-time nella NASCAR Xfinity Series guidando la Toyota Supra n. 18, entrambi del team Joe Gibbs Racing. Ha vinto oltre 30 gare nella NASCAR Cup Series, tra cui la Daytona 500 nel 2016, nel 2019 e nel 2020.

## Biografia

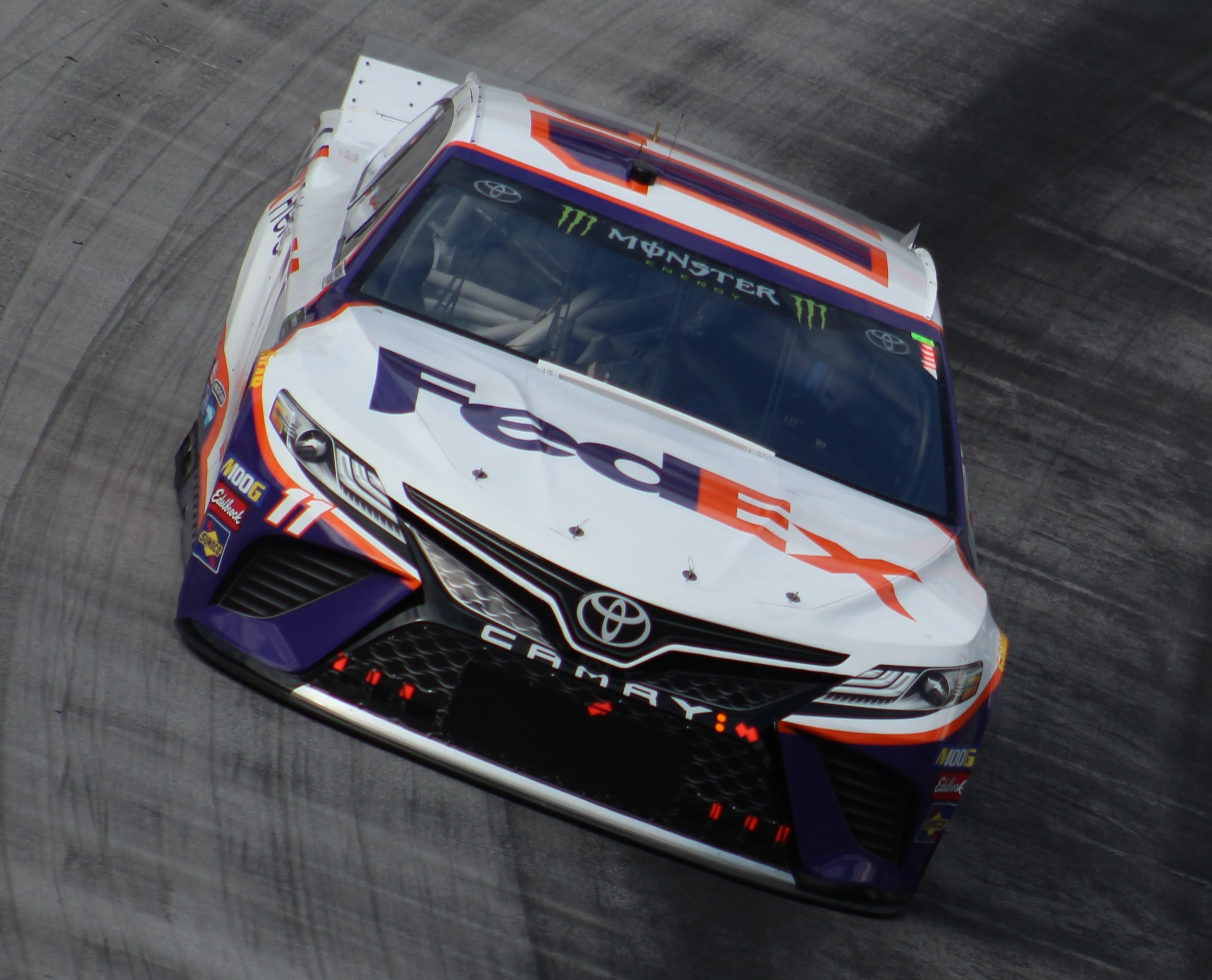
Hamlin su Toyota Camry nel 2019

Hamlin è nato a Tampa in Florida, ma ha vissuto a Chesterfield in Virginia per gran parte della sua infanzia. Dopo aver corso brevemente nella Craftsman Truck Series, ha gareggiato un'intera stagione nella Busch Series nel 2005, correndo alcune gare nella NASCAR Nextel Cup. Nel 2006 esordisce nella Nascar.
La sua stagione migliore è stata nel 2010, dove ha guidato il campionato arrivando con 15 punti di distacco dal secondo all'ultima gara di Homestead. Nonostante aveva vinto il maggior numero di gare di qualsiasi pilota in quell'anno (8), perse il campionato di 39 punti a favore di Jimmie Johnson. Ad eccezione della stagione 2013, in cui a causa di un incidente occorso con Joey Logano in cui ha riportato lesioni nella parte bassa della schiena che lo hanno tenuto fuori gioco per gran parte della prima stagione, Hamlin ha partecipato ai playoff della NASCAR Cup Series in ogni stagione in cui vi ha gareggiato, compresa la sua stagione da rookie nel 2006, quando è arrivato terzo nella classifica NASCAR Nextel Cup, chiudendo una delle migliori stagioni da rookie nella moderna storia della NASCAR. Fin dalla sua partecipazione nella serie Nascar Cup, Hamlin è stato uno dei piloti più costanti, vincendo almeno una gara dalle stagioni 2006-2017 nella Cup Series e di nuovo nel 2019. Nella stagione 2019 si è piazzato quarto assoluto, riuscendo a raggiungere i playoff.

## Vita privata
Hamlin e Jordan Fish hanno due figlie insieme. Il 1 gennaio 2024 Hamlin e Jordan Fish si sono fidanzati.

## Risultati

### Cup Series
| 2005                                             | Joe Gibbs Racing | 11 | Chevy  | DAY    | CAL    | LVS    | ATL     | BRI      | MAR    | TEX    | PHO    | TAL     | DAR     | RCH    | CLT    | DOV    | POC     | MCH    | SON    | DAY    | CHI    | NHA    | POC    | IND     | GLN    | MCH    | BRI    | CAL    | RCH     | NHA    | DOV    | TAL    | KAN 32 | CLT 8  | MAR 8  | ATL 19 | TEX 7  | PHO 13  | HOM 33 | 41st | 806  | [ 2 ]  |
| 2006                                             | Joe Gibbs Racing | 11 | Chevy  | DAY 30 | CAL 12 | LVS 10 | ATL 31  | BRI 14   | MAR 37 | TEX 4  | PHO 34 | TAL 22  | RCH 2   | DAR 10 | CLT 9  | DOV 11 | POC 1*  | MCH 12 | SON 12 | DAY 17 | CHI 14 | NHA 6  | POC 1  | IND 10  | GLN 10 | MCH 9  | BRI 6  | CAL 6  | RCH 15  | NHA 4  | DOV 9  | KAN 18 | TAL 21 | CLT 28 | MAR 2  | ATL 8  | TEX 10 | PHO 3   | HOM 3  | 3rd  | 6407 | [ 3 ]  |
| 2007                                             | Joe Gibbs Racing | 11 | Chevy  | DAY 28 | CAL 11 | LVS 3  | ATL 19  | BRI 14   | MAR 3  | TEX 9  | PHO 3  | TAL 21  | RCH 3   | DAR 2* | CLT 9  | DOV 4  | POC 6*  | MCH 14 | SON 10 | NHA 1  | DAY 43 | CHI 17 | IND 22 | POC 3   | GLN 2  | MCH 5  | BRI 43 | CAL 19 | RCH 6   | NHA 15 | DOV 38 | KAN 29 | TAL 4* | CLT 20 | MAR 6  | ATL 24 | TEX 29 | PHO 16  | HOM 3  | 12th | 6143 | [ 4 ]  |
| 2008                                             | Joe Gibbs Racing | 11 | Toyota | DAY 17 | CAL 41 | LVS 9  | ATL 15  | BRI 6    | MAR 1  | TEX 5  | PHO 3  | TAL 3   | RCH 24* | DAR 7  | CLT 24 | DOV 43 | POC 3   | MCH 14 | SON 27 | NHA 8  | DAY 26 | CHI 40 | IND 3  | POC 23  | GLN 8  | MCH 39 | BRI 3  | CAL 3  | RCH 3   | NHA 9  | DOV 38 | KAN 11 | TAL 39 | CLT 16 | MAR 5  | ATL 3  | TEX 17 | PHO 5   | HOM 13 | 8th  | 6214 | [ 5 ]  |
| 2009                                             | Joe Gibbs Racing | 11 | Toyota | DAY 26 | CAL 6  | LVS 22 | ATL 13  | BRI 2    | MAR 2  | TEX 12 | PHO 6  | TAL 22  | RCH 14  | DAR 13 | CLT 11 | DOV 36 | POC 38  | MCH 3  | SON 5  | NHA 15 | DAY 3  | CHI 5  | IND 34 | POC 1*  | GLN 10 | MCH 10 | BRI 5  | ATL 6  | RCH 1*  | NHA 2  | DOV 22 | KAN 5  | CAL 37 | CLT 42 | MAR 1* | TAL 38 | TEX 2  | PHO 3   | HOM 1* | 5th  | 6335 | [ 6 ]  |
| 2010                                             | Joe Gibbs Racing | 11 | Toyota | DAY 17 | CAL 29 | LVS 19 | ATL 21  | BRI 19   | MAR 1  | PHO 30 | TEX 1  | TAL 4   | RCH 11  | DAR 1  | DOV 4  | CLT 18 | POC 1*  | MCH 1* | SON 34 | NHA 14 | DAY 24 | CHI 8  | IND 15 | POC 5   | GLN 37 | MCH 2  | BRI 34 | ATL 43 | RCH 1*  | NHA 2  | DOV 9  | KAN 12 | CAL 8  | CLT 4  | MAR 1  | TAL 9  | TEX 1  | PHO 12* | HOM 14 | 2nd  | 6583 | [ 7 ]  |
| 2011                                             | Joe Gibbs Racing | 11 | Toyota | DAY 21 | PHO 11 | LVS 7  | BRI 33  | CAL 39   | MAR 12 | TEX 15 | TAL 23 | RCH 2   | DAR 6   | DOV 16 | CLT 10 | KAN 3  | POC 19* | MCH 1  | SON 37 | DAY 13 | KEN 11 | NHA 3  | IND 27 | POC 15* | GLN 36 | MCH 35 | BRI 7  | ATL 8  | RCH 9   | CHI 31 | NHA 29 | DOV 18 | KAN 16 | CLT 9  | TAL 8  | MAR 5  | TEX 20 | PHO 12  | HOM 9  | 9th  | 2284 | [ 8 ]  |
| 2012                                             | Joe Gibbs Racing | 11 | Toyota | DAY 4* | PHO 1  | LVS 20 | BRI 20  | CAL 11   | MAR 6  | TEX 12 | KAN 1  | RCH 4   | TAL 23  | DAR 2  | CLT 2  | DOV 18 | POC 5   | MCH 34 | SON 35 | KEN 3  | DAY 25 | NHA 2* | IND 6  | POC 29  | GLN 34 | MCH 11 | BRI 1  | ATL 1* | RCH 18* | CHI 16 | NHA 1* | DOV 8  | TAL 14 | CLT 2  | KAN 13 | MAR 33 | TEX 20 | PHO 2   | HOM 24 | 6th  | 2329 | [ 9 ]  |
| 2013                                             | Joe Gibbs Racing | 11 | Toyota | DAY 14 | PHO 3  | LVS 15 | BRI 23* | CAL 25   | MAR    | TEX    | KAN    | RCH     | TAL 34  | DAR 2  | CLT 4  | DOV 34 | POC 8   | MCH 30 | SON 23 | KEN 35 | DAY 36 | NHA 21 | IND 18 | POC 43  | GLN 19 | MCH 20 | BRI 28 | ATL 38 | RCH 21  | CHI 33 | NHA 12 | DOV 20 | KAN 23 | CLT 9  | TAL 38 | MAR 7  | TEX 7  | PHO 28  | HOM 1  | 23rd | 753  | [ 10 ] |
| 2014                                             | Joe Gibbs Racing | 11 | Toyota | DAY 2  | PHO 19 | LVS 12 | BRI 6   | CAL INQ† | MAR 19 | TEX 13 | DAR 19 | RCH 22  | TAL 1   | KAN 18 | CLT 22 | DOV 5  | POC 4   | MCH 29 | SON 26 | KEN 42 | DAY 6  | NHA 8  | IND 3  | POC 9   | GLN 24 | MCH 7  | BRI 40 | ATL 3  | RCH 21  | CHI 6  | NHA 37 | DOV 12 | KAN 7  | CLT 9  | TAL 18 | MAR 8  | TEX 10 | PHO 5   | HOM 7  | 3rd  | 5037 | [ 11 ] |
| 2015                                             | Joe Gibbs Racing | 11 | Toyota | DAY 4  | ATL 38 | LVS 5  | PHO 23  | CAL 28   | MAR 1  | TEX 11 | BRI 26 | RCH 22  | TAL 9   | KAN 41 | CLT 8  | DOV 21 | POC 10  | MCH 11 | SON 18 | DAY 3  | KEN 3  | NHA 14 | IND 5  | POC 22  | GLN 27 | MCH 5  | BRI 3  | DAR 3  | RCH 6   | CHI 1  | NHA 2  | DOV 18 | CLT 4  | KAN 2  | TAL 37 | MAR 3  | TEX 38 | PHO 8   | HOM 10 | 9th  | 2327 | [ 12 ] |
| 2016                                             | Joe Gibbs Racing | 11 | Toyota | DAY 1* | ATL 16 | LVS 19 | PHO 3   | CAL 3    | MAR 39 | TEX 12 | BRI 20 | RCH 6   | TAL 31  | KAN 37 | DOV 7  | CLT 4  | POC 14  | MCH 33 | SON 2* | DAY 17 | KEN 15 | NHA 9  | IND 4  | POC 7   | GLN 1  | BRI 3  | MCH 9  | DAR 4  | RCH 1   | CHI 6  | NHA 15 | DOV 9  | CLT 30 | KAN 15 | TAL 3  | MAR 3  | TEX 9  | PHO 7   | HOM 9  | 6th  | 2320 | [ 13 ] |
| 2017                                             | Joe Gibbs Racing | 11 | Toyota | DAY 17 | ATL 38 | LVS 6  | PHO 10  | CAL 14   | MAR 30 | TEX 25 | BRI 10 | RCH 3   | TAL 11  | KAN 23 | CLT 5  | DOV 8  | POC 12  | MCH 4  | SON 4  | DAY 24 | KEN 4  | NHA 1  | IND 17 | POC 4   | GLN 4  | MCH 16 | BRI 3  | DAR 1* | RCH 5   | CHI 4  | NHA 12 | DOV 35 | CLT 4  | TAL 6  | KAN 5  | MAR 7  | TEX 3  | PHO 35* | HOM 9  | 6th  | 2353 | [ 14 ] |
| 2018                                             | Joe Gibbs Racing | 11 | Toyota | DAY 3  | ATL 4  | LVS 17 | PHO 4   | CAL 6    | MAR 12 | TEX 34 | BRI 14 | RCH 3   | TAL 14  | DOV 7  | KAN 5  | CLT 3  | POC 35  | MCH 12 | SON 10 | CHI 7  | DAY 38 | KEN 16 | NHA 13 | POC 10  | GLN 13 | MCH 8  | BRI 14 | DAR 10 | IND 3*  | LVS 32 | RCH 16 | ROV 12 | DOV 2  | TAL 4  | KAN 14 | MAR 2  | TEX 30 | PHO 13  | HOM 12 | 11th | 2285 | [ 15 ] |
| 2019                                             | Joe Gibbs Racing | 11 | Toyota | DAY 1  | ATL 11 | LVS 10 | PHO 5   | CAL 7    | MAR 5  | TEX 1  | BRI 5  | RCH 5   | TAL 36  | DOV 21 | KAN 16 | CLT 17 | POC 6   | MCH 11 | SON 5  | CHI 15 | DAY 26 | KEN 5  | NHA 2  | POC 1   | GLN 3  | MCH 2  | BRI 1  | DAR 29 | IND 6   | LVS 15 | RCH 3  | ROV 19 | DOV 5* | TAL 3  | KAN 1* | MAR 4  | TEX 28 | PHO 1*  | HOM 10 | 4th  | 5027 | [ 16 ] |
| 2020                                             | Joe Gibbs Racing | 11 | Toyota | DAY 1* | LVS 17 | CAL 6  | PHO 20  | DAR 5    | DAR 1  | CLT 29 | CLT 2  | BRI 17* | ATL 5   | MAR 24 | HOM 1* | TAL 4  | POC 2   | POC 1* | IND 28 | KEN 12 | TEX 20 | KAN 1* | NHA 2  | MCH 6   | MCH 2  | DRC 2  | DOV 1* | DOV 19 | DAY 3   | DAR 13 | RCH 12 | BRI 21 | LVS 3* | TAL 1  | ROV 15 | KAN 15 | TEX 9  | MAR 11  | PHO 4  | 4th  | 5033 | [ 17 ] |
| 2021                                             | Joe Gibbs Racing | 11 | Toyota | DAY 5* | DRC 3  | HOM 11 | LVS 4   | PHO 3    | ATL 4  | BRD 3  | MAR 3* | RCH 2*  | TAL 32* | KAN 12 | DAR 5  | DOV 7  | COA 14  | CLT 7  | SON 8  | NSH 21 | POC 4  | POC 14 | ROA 5  | ATL 13  | NHA 10 | GLN 5  | IRC 23 | MCH 5  | DAY 13  | DAR 1  | RCH 2* | BRI 9  | LVS 1* | TAL 7  | ROV 5  | TEX 11 | KAN 5  | MAR 24  | PHO 3  | 3rd  | 5034 | [ 18 ] |
| 2022                                             | Joe Gibbs Racing | 11 | Toyota | DAY 37 | CAL 15 | LVS 32 | PHO 13  | ATL 29   | COA 18 | RCH 1  | MAR 28 | BRD 35  | TAL 18  | DOV 21 | DAR 21 | KAN 4  | CLT 1   | GTW 34 | SON 31 | NSH 6* | ROA 17 | ATL 25 | NHA 6  | POC 35  | IRC 14 | MCH 3* | RCH 4  | GLN 20 | DAY 25  | DAR 2  | KAN 2  | BRI 9  | TEX 10 | TAL 5  | ROV 13 | LVS 5  | HOM 7  | MAR 5*  | PHO 8  | 5th  | 2379 | [ 19 ] |
| 2023                                             | Joe Gibbs Racing | 11 | Toyota | DAY 17 | CAL 6  | LVS 11 | PHO     | ATL      | COA    | RCH    | BRD    | MAR     | TAL     | DOV    | KAN    | DAR    | CLT     | GTW    | SON    | NSH    | CSC    | ATL    | NHA    | POC     | RCH    | MCH    | IRC    | GLN    | DAY     | DAR    | KAN    | BRI    | TEX    | TAL    | ROV    | LVS    | HOM    | MAR     | PHO    | -*   | -*   |        |
| † – Qualificato ma sostituito da Sam Hornish Jr. |                  |    |        |        |        |        |         |          |        |        |        |         |         |        |        |        |         |        |        |        |        |        |        |         |        |        |        |        |         |        |        |        |        |        |        |        |        |         |        |      |      |        |

Stagione in corso *

#### Daytona 500
| Anno | Team             | Costruttore | Inizio | Arrivo |
| ---- | ---------------- | ----------- | ------ | ------ |
| 2006 | Joe Gibbs Racing | Chevrolet   | 17     | 30     |
| 2007 | Joe Gibbs Racing | Chevrolet   | 9      | 28     |
| 2008 | Joe Gibbs Racing | Toyota      | 4      | 17     |
| 2009 | Joe Gibbs Racing | Toyota      | 10     | 26     |
| 2010 | Joe Gibbs Racing | Toyota      | 25     | 17     |
| 2011 | Joe Gibbs Racing | Toyota      | 18     | 21     |
| 2012 | Joe Gibbs Racing | Toyota      | 31     | 4*     |
| 2013 | Joe Gibbs Racing | Toyota      | 35     | 14     |
| 2014 | Joe Gibbs Racing | Toyota      | 4      | 2      |
| 2015 | Joe Gibbs Racing | Toyota      | 42     | 4      |
| 2016 | Joe Gibbs Racing | Toyota      | 11     | 1*     |
| 2017 | Joe Gibbs Racing | Toyota      | 4      | 17     |
| 2018 | Joe Gibbs Racing | Toyota      | 2      | 3      |
| 2019 | Joe Gibbs Racing | Toyota      | 10     | 1      |
| 2020 | Joe Gibbs Racing | Toyota      | 21     | 1*     |
| 2021 | Joe Gibbs Racing | Toyota      | 25     | 5*     |
| 2022 | Joe Gibbs Racing | Toyota      | 30     | 37     |
| 2023 | Joe Gibbs Racing | Toyota      | 18     | 17     |